# 冯军 (1957年)
冯军（1957年3月3日—），江苏南京人。男，汉族。
历任江苏南京供电局下属供电分局局长、南京供电局用电处处长，南京供电公司副总经理，国网江苏省电力公司营销部主任、副总经济师、副总经理、总经理。2011年12月，任国家电网公司上海市电力公司总经理。
2013年，当选第十二届全国人民代表大会上海地区代表。因涉嫌严重违纪违法，2014年12月25日，上海市第十四届人大常委会第十七次会议决定罢免其第十二届全国人民代表大会代表职务。
2014年10月29日，上海市纪委对上海市电力公司总经理冯军涉嫌严重违纪违法问题进行组织调查。2015年1月21日，上海市一分检表示，依法对国网上海市电力公司原总经理、党委副书记冯军(正局级)涉嫌受贿罪立案侦查，并采取强制措施。2015年10月15日，国家电网上海市电力公司原总经理冯军涉嫌受贿、巨额财产来源不明案，经上海市人民检察院第一分院侦查终结，依法向上海市第一中级人民法院提起公诉。2015年11月12日，涉嫌受贿4300余万元、7600余万元巨额财产来源不明，上海市电力公司原总经理冯军案在上海市第一中级法院开庭。